# Loi sur l'indemnisation des victimes d'actes criminels
La Loi sur l’indemnisation des victimes d’actes criminels (LIVAC) est une  ancienne loi québécoise qui permettait aux victimes d'actes criminels de se faire indemniser par la Direction de l’IVAC (Indemnisation des victimes d’actes criminels). L’IVAC relève de la Commission des normes, de l'équité, de la santé et de la sécurité du travail (CNESST).
La loi a été abrogée en octobre 2021 et remplacée par la Loi visant à aider les personnes victimes d'infractions criminelles et à favoriser leur rétablissement (LAPVIC). 

## Projet de réforme
En 2019, la ministre de la Justice du Québec, Sonia LeBel, a souhaité réformer entièrement l’organisme de l’IVAC à la suite de la parution d'un rapport spécial en 2016 du Protecteur du citoyen. Celui-ci indiquait : « À l’issue de son enquête, le Protecteur du citoyen identifie plusieurs lacunes dans l’administration du régime.  Elles dénotent toutes des manquements à des obligations essentielles inscrites notamment à la Loi sur la justice administrative en matière de qualité, de célérité et d’accessibilité des services, ou aux principes découlant de l’esprit de la Loi sur l’indemnisation des victimes d’actes criminels, qui commande une interprétation large et libérale en raison de sa vocation sociale et réparatrice ».

## Critiques et réponses législatives
La LIVAC et l'IVAC avaient longtemps fait l'objet de critiques sévères. Entre autres, la notion de « victime » était trop restreinte, ce qui empêchait certaines victimes de se qualifier. Certaines victimes devaient contester les décisions de l’IVAC devant le Tribunal administratif du Québec et même la Cour supérieure du Québec. La notion de « personne victime » a été élargie considérablement dans la nouvelle LAPVIC. De plus, la LIVAC considérait seulement une liste restreinte d’actes criminels qui n’a pas été mise à jour depuis son entrée en vigueur en 1972. Cette liste a été abolie par la nouvelle LAPVIC qui admet toutes les infractions criminelles qui se trouvent dans le Code criminel et qui ont causé une blessure physique ou psychologique à une personne après le 1er mars 1972.  Finalement, les fonctionnaires omettaient de renseigner les victimes de leurs droits, ce qui est maintenant une obligation clé de la nouvelle LAPVIC.

## Résumé de certaines dispositions
L’art. 8 (alinéa 1) de la LIVAC donnait l’option de choisir entre un recours à la LIVAC et une action civile. L’art. 8 (alinéa 2) de la LIVAC permettait de recourir à la LIVAC lorsque la somme perçue dans une action civile était inférieure au montant prévu par la LIVAC. 
Toutefois, pour toute réclamation en vertu de la LIVAC, la partie demanderesse devait tenir compte de la définition restrictive de la notion de victime par ricochet à l’art. 5.1 LIVAC :  les victimes par ricochet au sens de la LIVAC se limitaient au conjoint, au père, à la mère, à l’enfant de la victime, à l’enfant du conjoint, aux frères et sœurs de la victime,  au grand-père et à la grand-mère de la victime ainsi qu’à l’enfant du conjoint de son père ou de sa mère. À cet égard, le Code civil du Québec posait moins de restrictions que la LIVAC, selon l'avocat Marc Bellemare.

## Statistiques
Des statistiques montreraient que la Direction de l’IVAC a versé 45 743 indemnités pour les 559 617 crimes contre la personne qui ont été rapportés au Québec entre 2013 et 2019. Des demandeurs dénoncent toutefois dans une action collective que pour les Inuits du Nunavik, seulement 86 indemnités auraient été versées pour les 40 868 crimes contre la personne qui ont été rapportés.